# 四郎ケ原駅
四郎ケ原駅（しろうがはらえき）は、山口県美祢市東厚保町川東字大向にある、西日本旅客鉄道（JR西日本）美祢線の駅である。

## 歴史
- 1905年（明治38年）9月13日：山陽鉄道の厚狭駅 - 伊佐駅（現在の南大嶺駅） - 大嶺駅間開業と同時に設置[1]。一般駅[3]。
- 1906年（明治39年）12月1日：山陽鉄道の国有化により、官設鉄道の駅となる[1]。
- 1909年（明治42年）10月12日：線路名称制定[1]。大嶺線の所属となる[1]。
- 1924年（大正13年）3月23日：線路名称改定[1]。大嶺線が美禰線（1963年より美祢線と表記[4]）の一部となり、当駅もその所属となる[1]。
- 1962年（昭和37年）2月1日：貨物の取り扱いを廃止[3]。
- 1984年（昭和59年）2月1日：荷物扱い廃止[3]。
- 1985年（昭和60年）2月1日：無人駅となる[2]。
- 1987年（昭和62年）4月1日：国鉄分割民営化により西日本旅客鉄道が継承[4]。
- 2010年（平成22年）7月15日：大雨による厚狭川氾濫で橋梁や路盤が流失。全線不通となり、営業休止。
- 2011年（平成23年）9月26日：全線開通により、営業再開。
- 2023年（令和5年）7月1日：大雨による厚狭川増水で橋梁や路盤が流出[5]。全線不通となり、営業休止。4日より代行バスが運行開始[6][7]。

## 駅構造
相対式ホーム2面2線で、交換設備を有する地上駅。分岐は片開きであるが、場内・出発信号機は片方向のみの対応であり、一線スルーではない。
下りホームに面して待合室（元駅舎）があり、上りホームへは跨線橋で結ばれている。長門鉄道部が管理している無人駅で、乗車券の委託発券も行われていない。
かつては貨物列車が行き違っていたため、ホームが長い。

### のりば
| ホーム | 路線    | 方向 | 行先             |
| ------ | ------- | ---- | ---------------- |
| 駅舎側 | ■美祢線 | 下り | 美祢・長門市方面 |
| 反対側 | ■美祢線 | 上り | 厚狭行き         |

※案内上ののりば番号は設定されていない。

## 利用状況
1日の平均乗車人員は以下の通りである。
| 乗車人員推移 | 乗車人員推移 |
| 年度         | 1日平均人数  |
| ------------ | ------------ |
| 1999         | 32           |
| 2000         | 31           |
| 2001         | 26           |
| 2002         | 21           |
| 2003         | 17           |
| 2004         | 14           |
| 2005         | 12           |
| 2006         | 11           |
| 2007         | 14           |
| 2008         | 12           |
| 2009         | 14           |
| 2010         | 11           |
| 2011         | 11           |
| 2012         | 14           |
| 2013         | 13           |
| 2014         | 8            |
| 2015         | 9            |
| 2016         | 8            |
| 2017         | 9            |
| 2018         | 7            |
| 2019         | 6            |
| 2020         | 7            |
| 2021         | 10           |
| 2022         | 5            |

## 駅周辺
美祢市の市域南部に位置する。周囲は小集落となっている。
- 美祢市立川東小学校
- 山口県道33号下関美祢線
- 厚狭川

### バス路線
- サンデン交通美祢線　「川東」停留所、「江の河原」停留所、「四郎ヶ原」停留所
  - 美祢駅方面、小月駅・下関駅方面

上記の3つの停留所はいずれも山口県道33号線上にあり、駅からほぼ同距離に位置する。なお、どのバス停に行くにも厚狭川を渡る必要がある。

## 隣の駅
西日本旅客鉄道（JR西日本）
■美祢線
厚保駅 - 四郎ケ原駅 - 南大嶺駅